# عملية استقلال كتالونيا 2012-2021
كانت عملية استقلال كتالونيا أو عملية سيادة كتالونيا أو العملية الكاتالونية (بالإسبانية: Proceso soberanista de Cataluña de 2012-2022)‏ مجموعة من الأحداث الاجتماعية والسياسية التي جرت في الفترة ما بين عامي 2012 و2022 في منطقة كاتالونيا ذات الحكم الذاتي بغية تقرير المصير واستقلال كاتالونيا عن بقية إسبانيا.